# چاه گمشاد (جازموریان)
چاه گمشاد، روستایی در دهستان بوئینگ بخش مرکزی شهرستان جازموریان در استان کرمان ایران است.

## جمعیت
بر پایه سرشماری عمومی نفوس و مسکن در سال ۱۳۹۵، جمعیت این روستا برابر با ۳۴۸ نفر (۹۰ خانوار) بوده‌است.